# Bruno Bauch
 (mai 2012).
Si vous disposez d'ouvrages ou d'articles de référence ou si vous connaissez des sites web de qualité traitant du thème abordé ici, merci de compléter l'article en donnant les références utiles à sa vérifiabilité et en les liant à la section « Notes et références ».
Pour les articles homonymes, voir Bauch.
Bruno Bauch (19 janvier 1877, Groß-Nossen, arrondissement de Münsterberg – 27 février 1942, Iéna) était un philosophe allemand néo-kantien.

## Biographie
Bauch est né à Groß-Nossen et a étudié la philosophie à Strasbourg, Heidelberg et Fribourg-en-Brisgau. En 1901, il obtint son doctorat sous la direction de Heinrich Rickert à Fribourg-en-Brisgau, ce qui lui permit d'enseigner à l'université (un de ses étudiants Rudolf Carnap devint plus tard l'une des figures centrales du Cercle de Vienne).